# Église Saint-Claude de Brévainville
L'église Saint-Claude ou Saint-Médard est une église catholique située à Brévainville, en France.

## Localisation
L'église est située dans le département français de Loir-et-Cher, dans le hameau de Saint-Claude, sur la commune de Brévainville.